# Liste bekannter Snookerschiedsrichter
Die folgende Liste bekannter Snookerschiedsrichter gibt einen Überblick über aktuelle und ehemalige Snooker-Schiedsrichter im Profibereich.
Die Liste ist, insbesondere was ehemalige Schiedsrichter betrifft, nicht vollständig. Mindest-Voraussetzung für die Aufnahme in die Liste ist das Leiten von Spielen bei mindestens zwei Profiturnieren.

## Aktive Snookerschiedsrichter
| Nat.                | Name                  | Geschlecht | geboren | aktiv seit | geleitete WM-Finale | geleitete Maximum Breaks | Anmerkungen                                                                                  | Quellen       | Bild |
| ------------------- | --------------------- | ---------- | ------- | ---------- | ------------------- | ------------------------ | -------------------------------------------------------------------------------------------- | ------------- | ---- |
| England             | Julian Bell           | männlich   | ?       | 2018       |                     | 1                        |                                                                                              | [ 2 ]         |      |
| Bulgarien           | Dessislawa Boschilowa | weiblich   | 1992    | 2012       | 1                   | 6                        |                                                                                              | [ 3 ] [ 4 ]   |      |
| Malta               | Terry Camilleri       | männlich   | 1974    | 2001       | 0                   | 6                        |                                                                                              | [ 5 ] [ 6 ]   |      |
| Rumänien            | Alex Crișan           | männlich   | 1985    | 2006       | 0                   | 1                        |                                                                                              |               |      |
| Polen               | Kevin Dabrowski       | männlich   | ?       | 2014       | 0                   | 1                        |                                                                                              | [ 3 ]         |      |
| Belgien             | Nico De Vos           | männlich   | 1977    | 2010       | 0                   | 1                        |                                                                                              | [ 3 ]         |      |
| Deutschland         | Marcel Eckardt        | männlich   | 1989    | 2008       | 1                   | 9                        | jüngster A-Kader-Schiedsrichter mit 23 Jahren; jüngster WM-Finalschiedsrichter mit 30 Jahren | [ 7 ]         |      |
| England             | Colin Humphries       | männlich   | 1962    | 1998       | 0                   | 7                        |                                                                                              | [ 8 ] [ 9 ]   |      |
| Polen               | Małgorzata Kanieska   | weiblich   | 1988    | 2010       | 0                   | 4                        |                                                                                              | [ 10 ]        |      |
| Deutschland         | Maike Kesseler        | weiblich   | 1982    | 2010       | 0                   | 2                        |                                                                                              | [ 11 ]        |      |
| Deutschland         | Luise Kraatz          | weiblich   | 1990    | 2014       | 0                   | 4                        |                                                                                              | [ 12 ]        |      |
| China Volksrepublik | Peggy Li              | weiblich   | 1984    | 2014       | 0                   | 2                        |                                                                                              | [ 13 ]        |      |
| Belgien             | Olivier Marteel       | männlich   | 1969    | 2006       | 2                   | 3                        |                                                                                              | [ 14 ] [ 15 ] |      |
| Belgien             | Hilde Moens           | weiblich   | ?       | ?          | 0                   | 2                        |                                                                                              | [ 16 ]        |      |
| Wales               | John Pellew           | männlich   | 1955    | 2005       | 0                   | 5                        |                                                                                              | [ 17 ] [ 18 ] |      |
| Deutschland         | Ingo Schmidt          | männlich   | 1968    | 2005       | 0                   | 1                        |                                                                                              |               |      |
| Schottland          | Leo Scullion          | männlich   | 1958    | 1999       | 1                   | 5                        |                                                                                              | [ 19 ] [ 20 ] |      |
| England             | Rob Spencer           | männlich   | 1965    | 2013       | 0                   | 12                       |                                                                                              | [ 21 ]        |      |
| Polen               | Monika Sułkowska      | weiblich   | 1988    | 2014       | 0                   | 1                        |                                                                                              | [ 3 ]         |      |
| Bulgarien           | Proletina Velichkova  | weiblich   | 1991    | 2012       | 0                   |                          |                                                                                              | [ 3 ]         |      |
| England             | Ben Williams          | männlich   | 1971    | 2006       | 0                   | 6                        |                                                                                              | [ 22 ]        |      |
| Belarus             | Tatiana Woollaston    | weiblich   | 1986    | 2010       | 0                   | 4                        | Ehefrau von Spieler Ben Woollaston                                                           | [ 23 ]        |      |
| China Volksrepublik | Zhu Ying              | weiblich   | 1981    | 2010       | 0                   | 1                        | erste chinesische Schiedsrichterin                                                           | [ 24 ] [ 25 ] |      |

## Ehemalige Snookerschiedsrichter
| Nat.        | Name              | Geschlecht | Lebensdaten | Lebensdaten | aktiv | aktiv | geleitete WM-Finale | geleitete Maximum Breaks | Anmerkungen                                                          | Quellen                     | Bild |
| Nat.        | Name              | Geschlecht | *           | †           | von   | bis   | geleitete WM-Finale | geleitete Maximum Breaks | Anmerkungen                                                          | Quellen                     | Bild |
| ----------- | ----------------- | ---------- | ----------- | ----------- | ----- | ----- | ------------------- | ------------------------ | -------------------------------------------------------------------- | --------------------------- | ---- |
| Schottland  | Lawrie Annandale  | männlich   | 1950        |             | ?     | ?     | 01                  | 1                        |                                                                      | [ 26 ] [ 27 ]               |      |
| England     | Stuart Bennett    | männlich   | 1959        |             | 1991  | 2003  |                     | 2                        |                                                                      | [ 28 ] [ 29 ]               |      |
| England     | Colin Brinded     | männlich   | 1946        | 2005        | 1987  | 2005  | 01                  | 4                        |                                                                      | [ 30 ] [ 31 ]               |      |
| England     | Alan Chamberlain  | männlich   | 1943        | 2021        | 1983  | 2010  | 01                  | 7                        |                                                                      | [ 32 ] [ 33 ]               |      |
| Wales       | Paul Collier      | männlich   | 1970        |             | 1992  | 2024  | 4                   | 7                        |                                                                      | [ 34 ] [ 35 ] [ 36 ]        |      |
| England     | Greg Coniglio     | männlich   | 1970        |             | 2006  | ?     | 0                   | 1                        |                                                                      | [ 37 ]                      |      |
| Schottland  | Bruce Duncan      | männlich   | ?           | ?           | ?     | ?     |                     | 2                        |                                                                      |                             |      |
| Nordirland  | Len Ganley        | männlich   | 1943        | 2011        | 1976  | 1999  | 04                  | 2                        | MBE; Vater von WPBSA Turnierdirektor Mike Ganley                     | [ 38 ]                      |      |
| Niederlande | Jürgen Gruson     | männlich   | 1975        |             | 2005  | ?     | 0                   | 0                        |                                                                      | [ 39 ]                      |      |
| England     | Brendan Moore     | männlich   | 1972        |             | 2005  | 2023  | 03                  | 10                       |                                                                      | [ 40 ] [ 41 ] [ 42 ]        |      |
| Irland      | Patricia Murphy   | weiblich   |             |             | 2004  | ?     | 0                   | 0                        | zweite Frau auf der Profitour; verheiratet mit Spieler Lewis Roberts | [ 43 ]                      |      |
| Deutschland | Thorsten Müller   | männlich   | 1964        |             | 2004  | ?     | 0                   | 2                        | ist seit 2013 Schiedsrichter-Obmann Snooker der DBU                  | [ 44 ]                      |      |
| England     | John Newton       | männlich   | ?           | 2012        | 1970  | 2000  | 01                  | 3                        |                                                                      | [ 29 ] [ 45 ] [ 46 ]        |      |
| Niederlande | Johan Oomen       | männlich   | 1965        | 2022        | 2000  | 2007  | 0                   | 0                        |                                                                      | [ 47 ] [ 48 ]               |      |
| Deutschland | Theo Selbertinger | männlich   | 1989        |             | 2010  | ?     | 0                   | 0                        |                                                                      | [ 11 ]                      |      |
| Irland      | John Smyth        | männlich   | 1928        | 2007        | 1973  | 1996  | 02                  | 2                        | 1978 als erster Schiedsrichter vom Weltverband fest angestellt       | [ 49 ]                      |      |
| England     | John Street       | männlich   | 1932        | 2009        | ?     | 1997  | 5                   | 2                        |                                                                      | [ 50 ]                      |      |
| Schottland  | Michaela Tabb     | weiblich   | 1967        |             | 2002  | 2015  | 2                   | 4                        | leitete als erste Frau ein WM-Finale                                 | [ 51 ] [ 52 ] [ 53 ] [ 54 ] |      |
| England     | Jim Thorpe        | männlich   | 1933        | 2010        | ?     | ?     | 2                   | 1                        | leitete das erste offizielle Maximum Break überhaupt                 |                             |      |
| Niederlande | Jan Verhaas       | männlich   | 1966        |             | 1993  | 2025  | 6                   | 8                        | erster nicht-britischer Schiedsrichter, der ein WM-Finale leitete    | [ 55 ] [ 56 ]               |      |
| England     | Martin Webb       | männlich   | ?           | ?           | ?     | ?     | 0                   | 1                        |                                                                      |                             |      |
| Wales       | Eirian Williams   | männlich   | 1955        |             | 1991  | 2014  | 4                   | 4                        |                                                                      | [ 57 ] [ 58 ] [ 59 ]        |      |
| Wales       | John Williams     | männlich   | 1937        |             | 1973  | 2002  | 11                  | 2                        | leitete das erste Maximum Break bei einer Weltmeisterschaft          | [ 29 ] [ 60 ]               |      |
| England     | Peter Williamson  | männlich   | 1948        |             | 1991  | 2021  | 0                   | 7                        |                                                                      | [ 61 ]                      |      |
| England     | Andy Yates        | männlich   | 1974        |             | 2006  | ?     | 0                   | 7                        |                                                                      | [ 62 ]                      |      |